# 1329 Eliane
1329 Eliane eller 1933 FL är en asteroid i huvudbältet som upptäcktes 23 mars 1933 av den belgiske astronomen Eugène Joseph Delporte i Uccle. Den har fått sitt namn efter den belgiske astronomen Paul Bourgeois dotter.
Asteroiden har en diameter på ungefär 19 kilometer och den tillhör asteroidgruppen Eunomia.